# Igor Jefimowitsch Dmitrijew
Igor Jefimowitsch Dmitrijew (russisch Игорь Ефимович Дмитриев; * 19. Oktober 1941; † 21. Dezember 1997 in Moskau, Russische SFSR) war ein sowjetisch-russischer Eishockeyspieler und -trainer.

## Karriere
Dmitrijew begann seine Karriere 1955 in einem Juniorenteam in Moskau, bevor er 1958 zu Krylja Sowetow Moskau wechselte. Für diese Mannschaft war er ohne Unterbrechung bis 1974 aktiv, davon zehn Jahre als deren Kapitän. 1960 und 1973 belegte er mit Krylja den dritten Platz der Meisterschaft. 1974 gewann er mit den sogenannten Soviet Wings sowohl den sowjetischen Meistertitel als auch den nationalen Pokalwettbewerb. In insgesamt 430 Ligaspielen der sowjetischen Meisterschaft erzielte er 126 Tore.
Zum Schluss seiner Karriere erhielt er 1974 die Erlaubnis, ins westeuropäische Ausland zu wechseln. Die Saison 1974/75 verbrachte er beim EC Klagenfurt AC in der österreichischen Eishockeyliga, bevor er seine Karriere endgültig beendete.
Seine Tätigkeit als Trainer begann er 1978 bei Krylja Sowetow Moskau als Assistenztrainer. Ab 1983 betreute er das Team als Cheftrainer. 1987 wurde er in den Stab der sowjetischen Eishockeynationalmannschaft berufen und nahm mit dieser bis 1992 an einer Vielzahl von Eishockey-Weltmeisterschaften, Olympischen Spielen und dem Canada Cup teil. Parallel betreute er bis 1996 Krylja Sowetow als Cheftrainer und belegte mit diesem Team 1989 und 1991 den dritten Platz in der Meisterschaft. In der Saison 1996/97 betreute er das russische Nationalteam als Cheftrainer, bevor er sich einer Gehirntumor-Operation unterzog. Im November 1997 erlitt er einen Schlaganfall und verstarb am 21. Dezember 1997 im Militärkrankenhaus Burdenko. Er wurde auf dem Wagankowoer Friedhof in Moskau beigesetzt.
2007 wurde er postum mit der Aufnahme in die IIHF Hall of Fame geehrt. Bereits 1974 war er noch als aktiver Spieler als Verdienter Meister des Sports der UdSSR ausgezeichnet worden, 1988 als Verdienter Trainer des Sports der UdSSR.

## Erfolge und Auszeichnungen
- 1974 Sowjetischer Meister mit Krylja Sowetow Moskau
- 1974 Sowjetischer Pokalsieger mit Krylja Sowetow Moskau
- 1974 Auszeichnung als Verdienter Meister des Sports der UdSSR
- 1996 Orden der Ehre
- 2007 Aufnahme in die IIHF Hall of Fame

### International
- 1987 Bronzemedaille bei der U18-Junioren-Europameisterschaft (als Cheftrainer)
- 1987 Goldmedaille bei der Europameisterschaft
- 1988 Goldmedaille bei den Olympischen Winterspielen
- 1989 Goldmedaille bei der Weltmeisterschaft
- 1990 Goldmedaille bei der Weltmeisterschaft
- 1996 Bronzemedaille bei der Junioren-Weltmeisterschaft (als Cheftrainer)